# Republika Cospaia
Republika Cospaia (italsky Repubblica di Cospaia, v umbrijském hornotiberském dialektu Republica de' Cošpäja) byl v letech 1440–1826 nezávislý mikrostát v Umbrii ve střední Itálii. Centrem státu bylo městečko Cospaia v obci San Giustino v Perugii. 

## Historie
Nezávislý stát vznikl roku 1440 nedopatřením, které způsobil papež Evžen IV. prodejem části svého území Florentské republice, avšak ve smlouvě opomněl zmínit malý pruh země, čehož následně využili jeho obyvatelé a vyhlásili nezávislost. Roku 1484 byla autonomie Cospaie formálně uznána Florencií i Papežským státem v domnění, že nemá význam snažit se o přepisování předchozích uzavřených smluv s ohledem na spornost hranic mezi oběma státy.
25. května 1826 si republiku mezi sebou rozdělilo Toskánsko a Papežský stát prostřednictvím smlouvy se 14 rodinami v Cospaii. Výměnou za to získaly stříbrnou minci a povolení pěstovat tabák v počtu až půl milionu rostlin ročně. Cospaia se tak stala jedním z prvních center tabákové produkce.